# Condado de Collin

Localización del Condado de Collin en el estado de Texas.

El condado de Collin es un condado localizado en el estado de Texas, Estados Unidos. En el 2000 la población fue de 491.675 habitantes pero se estimó en 698.851 habitantes en el 2006. La cabecera se encuentra en la ciudad de McKinney. Este condado es parte del Dallas/Fort Worth Metroplex y se encuentra al norte del Condado de Dallas. El Condado de Collin fue nombrado por Collin McKinney, uno de cinco hombres que redactó la Declaración de Independencia de Texas.

## Demografía
Para el censo de 2000, había 491.675 personas, 181.970 cabezas de familia, y 132.292 familias residiendo en el condado. La densidad de población era de 580 habitantes por milla cuadrada.
La composición racial del condado era:
- 81,39% blancos
- 4,79% negros o negros americanos
- 0,47% nativos americanos
- 6,92% asiáticos
- 0,05% isleños
- 4,26% otras razas
- 2,11% de dos o más razas.

Había 181.970 cabezas de familia, de las cuales el 40,60% tenían menores de 18 años viviendo con ellas, el 62,10% eran parejas casadas viviendo juntas, el 7,50% eran mujeres cabeza de familia monoparental (sin cónyuge), y 27,30% no eran familias.
El tamaño promedio de una familia era de 3,18 miembros.
En el condado el 28,70% de la población tenía menos de 18 años, el 7,40% tenía de 18 a 24 años, el 37,90% tenía de 25 a 44, el 20,70% de 45 a 64, y el 5,30% eran mayores de 65 años. La edad promedio era de 33 años. Por cada 100 mujeres había 99,80 hombres. Por cada 100 mujeres mayores de 18 años había 97,80 hombres.

## Economía
Los ingresos medios de una cabeza de familia del condado eran de USD$70.835 y el ingreso medio familiar era de $81.856. Los hombres tenían unos ingresos medios de $57.392 frente a $36.604 de las mujeres. El ingreso per cápita del condado era de $33.345. El 3,30% de las familias y el 4,90% de la población estaban debajo de la línea de pobreza. Del total de gente en esta situación, 5,10% tenían menos de 18 y el 7,10% tenían 65 años o más.

## Educación
El Collin College (anteriormente Collin County Community College District) gestiona colegios comunitarios (community colleges).